# Frontiera (raccolta poetica)
Frontiera è la prima raccolta poetica di Vittorio Sereni, pubblicata nel 1941 per "Corrente".

## Storia editoriale
Vittorio Sereni fa il suo esordio a ventotto anni pubblicando Frontiera per le edizioni della rivista "Corrente". L'anno successivo è stata pubblicata una seconda edizione per Vallecchi, dal titolo Poesie, con l'aggiunta di una sezione e di sei testi. L'edizione definitiva, che ha comportato differenze strutturali nell'opera, è uscita nel 1966 per Scheiwiller - All'insegna del Pesce d'Oro.

## Tematiche
Il titolo dell'opera rinvia a Luino, città natale del poeta, città di frontiera (con la Svizzera), che diventa emblema di un limite esistenziale. Viene dato ampio spazio alla descrizione del paesaggio, spesso caricato di valori simbolici. Temi ricorrenti sono: la percezione della fuga della giovinezza, la paura dell'ignoto, l'angoscia e la sospensione esistenziali, la morte.

## Stile
Lo stile della prima raccolta sereniana è ancora abbastanza oscuro, risentendo dei moduli dell'ermetismo, e ha debiti verso Eugenio Montale.

## Struttura
La raccolta, nella prima edizione, è suddivisa in tre sezioni numerate. Nella seconda viene aggiunta una sezione, l'ultima, titolata. Nell'edizione definitiva è suddivisa in quattro sezioni titolate.

### Frontiera(1941)
I
- Concerto in giardino
- Incontro
- Le mani
- Capo d'anno
- Canzone lombarda
- Compleanno
- Nebbia
- Ritorno
- 3 dicembre
- Diana

II
- Inverno
- Memoria d'America
- Terre rosse
- Temporale a Salsomaggiore
- Azalee nella pioggia
- Soldati a Urbino
- Poesia militare

III
- Inverno a Luino
- Terrazza
- Zenna[N 1]
- Settembre
- Un'altra estate
- Paese
- Immagine
- In me il tuo ricordo
- [Ecco le voci cadono]

### Poesie(1942)
I
- Concerto in giardino
- Incontro
- Le mani
- Capo d'anno
- Canzone lombarda
- Compleanno
- Nebbia
- Ritorno
- 3 dicembre
- Diana

II
- Inverno
- Memoria d'America
- Terre rosse
- Temporale a Salsomaggiore
- A M.L. sorvolando in rapido la sua città
- Azalee nella pioggia
- Soldati a Urbino
- Poesia militare

III
- Inverno a Luino
- Terrazza
- Zenna[N 1]
- Settembre
- Un'altra estate
- Paese
- Immagine
- In me il tuo ricordo
- Strada di Creva
- [Ecco le voci cadono]

Ultime poesie
- Piazza
- Lontana[N 2]
- Alla giovinezza
- Città di notte[N 3]

### Frontiera(1966)
Concerto in giardino
- Inverno
- Concerto in giardino
- Domenica sportiva
- Incontro
- Le mani
- Memoria d'America
- Capo d'anno
- Canzone lombarda
- Maschere del '36
- Terre rosse
- Compleanno
- Nebbia
- Ritorno
- Temporale a Salsomaggiore
- Azalee nella pioggia
- A M.L. sorvolando in rapido la sua città
- Diana
- Soldati a Urbino
- 3 dicembre
- Poesia militare
- Piazza
- Alla giovinezza

Frontiera
- Inverno a Luino
- Terrazza
- Strada di Zenna[N 4]
- Settembre
- Un'altra estate
- Paese
- Immagine
- In me il tuo ricordo
- Strada di Creva

Versi a Proserpina
- [La sera invade il calice leggero][N 6]
- [Te n'andrai nell'assolato pomeriggio][N 6]
- [Dicono le ortensie]
- [Così, sirena][N 7]
- [Sul tavolo tondo di sasso]

Ecco le voci cadono
- [Ecco le voci cadono]

## Edizioni
- Vittorio Sereni, Frontiera, Milano, Corrente, 1941, ISBN non esistente.
- Vittorio Sereni, Poesie, Milano, Vallecchi, 1942, ISBN non esistente.
- Vittorio Sereni, Frontiera, Milano, All'insegna del Pesce d'Oro, Scheiwiller, 1966, ISBN non esistente.
- Vittorio Sereni, Frontiera, Milano, Archinto, 1991.[N 8]
- Vittorio Sereni, Frontiera. Diario d'Algeria, a cura di Georgia Fioroni, collana Biblioteca di scrittori italiani, Milano, Guanda, 2013, ISBN 9788823504264.